# Challenge national féminin de futsal 2022-2023
Navigation
2023-2024
Le Challenge national féminin de futsal 2022-2023 est la première édition d'une compétition nationale féminine de futsal organisée par la Fédération française de football.
Le Nantes Métropole Futsal devient le premier vainqueur de l'histoire de la compétition en dominant le RC Strasbourg en finale.

## Organisation

### Format et calendrier
| Phase                   | date            | Participants |
| ----------------------- | --------------- | ------------ |
| préliminaire régionale  |                 | +300         |
| qualificative nationale | 11-12 mars 2023 | 16           |
| finale                  | 1er avril 2023  | 4            |

En décembre 2021, la Commission fédérale futsal de la Fédération française de football propose la création d’un Challenge national féminin futsal « ouvert à tous les clubs des ligues métropolitaines (...) à raison d’une seule équipe par club ».
La phase préliminaire régionale, gérée par les Ligues via les commissions régionales Futsal, qualifie seize équipes pour la phase qualificative nationale,.
Pour cette première édition 2022-2023, les Ligues régionales de Paris Île-de-France, des Hauts de France et de Bretagne ont deux représentants pour la phase qualificative nationale, sur la base du classement du nombre de licenciées féminines futsal, mais doivent obligatoirement en accueillir un site à la date prévue au calendrier officiel. Ces seize équipes sont réparties sur quatre sites de quatre équipes, dont la Ligue Auvergne-Rhône-Alpes est le quatrième. Le vainqueur de chacun des quatre sites est qualifié pour la finale nationale,.
La phase finale à quatre est jouée à élimination directe. Les vainqueurs des demi-finales se qualifient pour la finale prévue à 16h30, les perdants jouent auparavant le match pour la troisième place à 15h00,. Début janvier 2023, le Bureau exécutif de la Ligue du Football Amateur entérine la date et le lieu de la finale de la première édition du Challenge National Féminin Futsal. Il s'agit de la première finale de compétition nationale de Futsal lors de la saison 2022-2023 en France. Elle est organisée le samedi 1er avril à la Salle de la Salamandre à Pont-Sainte-Maxence, en Ligue des Hauts-de-France (District de l'Oise).

### Clubs participants
Le Challenge National Féminin Futsal est ouvert à tous les clubs des ligues régionales métropolitaines régulièrement affiliés à la FFF,. La compétition est ouverte aux joueuses licenciées Futsal ou Libre (Seniors, U20F, U19F et U18F autorisées médicalement) dans un club de football affilié à la Fédération française de football. Cette dernière déclare que plus de 300 équipes s'engagent lors de la phase préliminaire régionale.
La phase nationale est composée de treize équipes issues de chaque Ligue et trois équipes supplémentaires suivant des modalités décidées par le Bureau exécutif de la Ligue de Football Amateur (BELFA). Pour l'édition 2022-2023, les Ligues de Paris-Île-de-France, des Hauts de France et de Bretagne ont une équipe supplémentaire, soit deux représentants, pour la phase qualificative nationale, sur la base du classement du nombre de licenciées féminines futsal.

## Compétition

### Qualification nationale
Le Nantes Métropole Futsal, l’US Blanzy Féminines, le RC Strasbourg Alsace et le Futsal Club béthunois se qualifient pour la finale nationale. 
| Ligue régionale      | Ville                               | Clubs (qualifié en gras)                                                  |
| -------------------- | ----------------------------------- | ------------------------------------------------------------------------- |
| Auvergne-Rhône-Alpes | Neuville-sur-Saône (Rhône)          | Futsal Olympique rivois, US Blanzy, Club Seynois Multisports, ES Toulouse |
| Bretagne             | Noyal-sur-Vilaine (Ille-et-Vilaine) | AS Rennes, FC Lorient, Nantes Métropole, ASJ Soyaux rés.                  |
| Hauts-de-France      | Allonne (Oise)                      | AS Beauvais Oise, Béthune Futsal, Hercules FC, SMOC Saint-Jean-de-Braye   |
| Paris-Île-de-France  | Evry-Courcouronnes (Essonne)        | Diamant Futsal, Bondy Cecifoot Club, RC Strasbourg rés., USJ Furiani      |

L'US Blanzy obtient la première place qualificative après ses victoires face au FO Rives (3-0), à l'ES Toulouse (1-0) et au club de La Seyne-sur-Mer (2-0). L'USB termine donc en tête devant Toulouse, qui bat le Club seynois (3-0) et le FO rivois (2-0). Les Varoises se classent troisièmes grâce à leur succès sur les Iséroises (1-0).
Dans le groupe 2, le FC Lorient ne peut se déplacer à Noyal-sur-Vilaine (Ille-et-Vilaine). Le Nantes Métropole Futsal, remporte ses deux matches contre Soyaux, 8-0, et Rennes, 2-1, et termine en tête. Les Bretonnes s'adjugent la deuxième place lors du dernier match en prenant le meilleur sur Soyaux (4-2).

Le Béthune Futsal remporte les deux premiers matches de la journée face à Beauvais (4-3) et Saint-Jean-de-Braye (6-1). Les Nordistes finissent le travail lors de la dernière rencontre face au Hercules Futsal Club (3-0). Une rencontre décisive puisque Hercules remporte également ses deux premiers matches contre les mêmes adversaires entre-temps, respectivement 2-1 et 4-0. Les Beauvaisiennes prennent la troisième place en battant Saint-Jean-de-Braye (7-2).
L'USJ Furiani, à cause des intempéries, ne peut prendre son vol pour Paris et déclare forfait. Le tournoi rassemble donc trois équipes et l'équipe réserve du RC Strasbourg l'emporte haut la main en s'imposant 5-0 face au Diamant Futsal et 5-1 contre Bondy. Victorieux aux tirs au but de Diamant, Bondy se classe deuxième.

### Phase finale

#### Clubs participants
| \| Nantes MF FC béthunois US Blanzy Pont-Ste-Maxence RC Strasbourg \| Les clubs finalistes 2023. |
| Nantes MF FC béthunois US Blanzy Pont-Ste-Maxence RC Strasbourg                                  |

Le Nantes Métropole Futsal, l’US Blanzy Féminines, le RC Strasbourg Alsace et le Futsal Club béthunois disputent la finale nationale,. L'US Blanzy et le RC Strasbourg n’ont pas de championnat futsal dans leur Ligue régionale et évoluent en championnat de Régional 1 en football,. Nantes et Béthune sont, elles, largement en tête de leur championnat régional futsal.
Les Nantaises remportent auparavant l'événement Copa Coca-Cola de la FFF en 2021 et 2022, la Coupe de France AMF en 2021 ainsi que la Coupe d'Europe de la FEF en 2022. 
| Les compositions des quatre équipes |
| Nantes Métropole Futsal |
| --- |
| 2. Fatoumata Baldé, 4. Eva Demoy, 5. Jennifer Landais, 7. Faustine Loreau, 8. Catherine Mouille, 9. Floriane Piraud, 10. Morany Check , 11. Laura Douessin, 15. Jessica Desnots, 17. Amandine Conan, 18. Juliette Moreau, 20. Flavie Papin ; Entraîneur : Christophe Benmaza                 |
| Béthune Futsal |
| 1. Muriel Villepelee, 2. Julie Cannetti, 3. Marjorie Ranson, 4. Claire Levasseur, 5. Ludivine Willems, 6. Emmanuelle Ducrocq, 7. Estelle Decroix, 8. Emmanuelle Perrault, 9. Léa Mailly, 10. Anne-Sophie Mestdach, 11. Pauline Lambert, 12. Pauline Largillière ; Entraîneur : Aldo Cannetti |
| US Blanzy |
| 1. Célia Talmard, 2. Aurélie Buland, 3. Cauline Charles, 4. Caroline Desloire, 5. Marie Devillard, 6. Lucie Gauthe, 7. Charlotte Vaison, 8. Léa Terreau, 9. Hadjar Belazzoug, 10. Dorine Esperanza, 11. Manon De Oliveira, 12. Julia Aurousseau ; Entraîneur : Robert Creuzet                |
| RC Strasbourg Alsace |
| 1. Leelou Fuchs, 2. Laurine Wagner, 3. Emma Rue, 4. Lisa Galiano, 5. Mélissa Gachet, 6. Camille Weislinger, 7. Florine Didier, 8. Mila Elie, 9. Pauline Maillier, 10. Lisa Gemehl, 11. Caroline Jaeger, 12. Odile Baecher ; Entraîneur : Gabriel Kopciuch                                    |

#### Tableau
Le tirages au sort de la phase finale du challenge féminin a lieu mi-mars 2023 au siège de la Fédération française de football.
Le collectif du Nantes Métropole Futsal fait la différence avec les deux matchs à jouer dans la journée,. La rotation de l'effectif du NMF permet de prendre le dessus physiquement sur ses deux adversaires,. Les filles entraînées par Christophe Benmaza s'adjuge la première édition du challenge féminin en dominant l’US Blanzy en demi-finale (6-0) puis le RC Strasbourg en finale (5-1),.
|  | Demi-finales        | Demi-finales       |                        |   | Finale | Finale |
|  | Demi-finales        | Demi-finales       |                        |   | Finale | Finale |
|  |                     |                    |                        |   |        |        |
|  | 11h00               | 11h00              |                        |   | 16h30  | 16h30  |
|  | 11h00               | 11h00              |                        |   | 16h30  | 16h30  |
|  | Nantes MF           | 6                  |                        |   | 16h30  | 16h30  |
|  | Nantes MF           | 6                  |                        |   | 16h30  | 16h30  |
|  | US Blanzy féminines | 0                  |                        |   | 16h30  | 16h30  |
|  | US Blanzy féminines | 0                  | Nantes MF              | 5 |        |        |
|  | 12h00               |                    | Nantes MF              | 5 |        |        |
|  |                     | RC Strasbourg rés. | 1                      |   |        |        |
|  | RC Strasbourg rés.  | RC Strasbourg rés. | 1                      | 7 |        |        |
|  | RC Strasbourg rés.  |                    |                        | 7 |        |        |
|  | Béthune Futsal      | 2                  |                        |   |        |        |
|  | Béthune Futsal      | 2                  | Match pour la 3e place |   |        |        |
|  |                     |                    |                        |   |        |        |
|  | 15h00               |                    |                        |   |        |        |
|  |                     |                    |                        |   |        |        |
|  | US Blanzy féminines | 7                  |                        |   |        |        |
|  | US Blanzy féminines | 7                  |                        |   |        |        |
|  | Béthune Futsal      | 4                  |                        |   |        |        |
|  | Béthune Futsal      | 4                  |                        |   |        |        |

#### Feuilles de match
En demi-finale, le Nantes Métropole Futsal tue tout suspense à la pause en menant de six buts. Cette avance confortable permet de faire tourner l’effectif en deuxième mi-temps qui ne voit aucun autre but.
| demi-finale 1          | Nantes Métropole Futsal                                         | 6 – 0   | US Blanzy | | |
| samedi 1er avril 11h00 | Moreau 2e 3e · Baldé 10e · Landais 10e · Loreau 12e · Conan 13e | (6 – 0) |           | gymnase la Salamandre, Pont-Sainte-Maxence Arbitrage : Damien Vasse Arbitres assistants : Toufik Aït Hammou et Bryan François | gymnase la Salamandre, Pont-Sainte-Maxence Arbitrage : Damien Vasse Arbitres assistants : Toufik Aït Hammou et Bryan François |
| samedi 1er avril 11h00 | rapport                                                         |         |           | gymnase la Salamandre, Pont-Sainte-Maxence Arbitrage : Damien Vasse Arbitres assistants : Toufik Aït Hammou et Bryan François | gymnase la Salamandre, Pont-Sainte-Maxence Arbitrage : Damien Vasse Arbitres assistants : Toufik Aït Hammou et Bryan François |

Face au Racing Club de Strasbourg, en demi-finale, les Artésiennes connaissent une entame cauchemardesque, encaissant un 0-3 au bout de 90 secondes de jeu seulement pour un score final de 7-2.
| demi-finale 2          | RC Strasbourg Alsace rés.                                                    | 7 – 2   | Béthune Futsal  | | |
| samedi 1er avril 12h00 | Gemehl 1re · Caroline Jaeger 1re 2e · Didier 11e · Elie 24e 25e · Gachet 27e | (4 – 1) | 13e 24e Willems | gymnase la Salamandre, Pont-Sainte-Maxence Arbitrage : Jordan Feltesse Arbitres assistants : Bryan François et Damien Vasse Quatrième arbitre : Toufik Aït Hammou | gymnase la Salamandre, Pont-Sainte-Maxence Arbitrage : Jordan Feltesse Arbitres assistants : Bryan François et Damien Vasse Quatrième arbitre : Toufik Aït Hammou |
| samedi 1er avril 12h00 | rapport                                                                      |         |                 | gymnase la Salamandre, Pont-Sainte-Maxence Arbitrage : Jordan Feltesse Arbitres assistants : Bryan François et Damien Vasse Quatrième arbitre : Toufik Aït Hammou | gymnase la Salamandre, Pont-Sainte-Maxence Arbitrage : Jordan Feltesse Arbitres assistants : Bryan François et Damien Vasse Quatrième arbitre : Toufik Aït Hammou |

L’US Blanzy a pris la troisième place en battant Béthune (7-4). Les espoirs nordistes sont douchés par une mauvaise entame de leur part et les Béthunoises courent derrière le score pendant toute la partie.
| 3e place               | US Blanzy | 7 – 5 | Béthune Futsal | | |
| samedi 1er avril 15h00 |           | (–)   |                | gymnase la Salamandre, Pont-Sainte-Maxence Diffuseur : FutsalZone Arbitrage : Toufik Aït Hammou Arbitres assistants : Bryan François et Jordan Feltesse Quatrième arbitre : Damien Vasse | gymnase la Salamandre, Pont-Sainte-Maxence Diffuseur : FutsalZone Arbitrage : Toufik Aït Hammou Arbitres assistants : Bryan François et Jordan Feltesse Quatrième arbitre : Damien Vasse |
| samedi 1er avril 15h00 | rapport   |       |                | gymnase la Salamandre, Pont-Sainte-Maxence Diffuseur : FutsalZone Arbitrage : Toufik Aït Hammou Arbitres assistants : Bryan François et Jordan Feltesse Quatrième arbitre : Damien Vasse | gymnase la Salamandre, Pont-Sainte-Maxence Diffuseur : FutsalZone Arbitrage : Toufik Aït Hammou Arbitres assistants : Bryan François et Jordan Feltesse Quatrième arbitre : Damien Vasse |

En finale, le RC Strasbourg met le Nantes Métropole Futsal en difficulté avec un pressing haut dès le début de la rencontre entraînant l’ouverture du score par Lisa Galiano (4e min) ou Lisa Gemehl. Les Nantaises égalisent à la moitié de la mi-temps par Loreau (8e min) avant que Moreau ne leur donne l’avantage à quelques secondes de la pause (15e min). La deuxième période est à sens unique avec trois nouveaux buts, par Baldé, intenable sur son côté gauche (19e min, doublé en une minute), puis Moreau (23e min, 5-1).
| Finale                 | Nantes Métropole Futsal                    | 5 – 1   | RC Strasbourg Alsace rés. | | |
| samedi 1er avril 16h30 | Loreau 8e · Moreau 15e 23e · Baldé 19e 19e | (2 – 1) | 4e Galiano ou Gemehl      | gymnase la Salamandre, Pont-Sainte-Maxence Diffuseur : FutsalZone Arbitrage : Jordan Feltesse et Damien Vasse | gymnase la Salamandre, Pont-Sainte-Maxence Diffuseur : FutsalZone Arbitrage : Jordan Feltesse et Damien Vasse |
| samedi 1er avril 16h30 | rapport                                    |         |                           | gymnase la Salamandre, Pont-Sainte-Maxence Diffuseur : FutsalZone Arbitrage : Jordan Feltesse et Damien Vasse | gymnase la Salamandre, Pont-Sainte-Maxence Diffuseur : FutsalZone Arbitrage : Jordan Feltesse et Damien Vasse |